# Мендіг
Мендіг (нім. Mendig) — місто в Німеччині, розташоване в землі Рейнланд-Пфальц. Входить до складу району Маєн-Кобленц. Центр об'єднання громад Мендіг.
Площа — 23,78 км2. Населення становить 8932 ос. (станом на 31 грудня 2020).